# Predrag Samardžiski
Predrag Samardžiski (en macédonien : Предраг Самарџиски) est un joueur professionnel macédonien de basket-ball né le 11 avril 1986 à Skopje. Samardžiski mesure 2,15 m et évolue au poste de pivot.

## Biographie
En formation au Partizan de Belgrade, il est considéré comme un des meilleurs jeunes pivots européens. Le Partizan remporte le titre de champion de Serbie-Monténégro lors de la saison 2004-2005. À l'été 2005, Samardžiski quitte le Partizan pour le KK Železnik. Il remporte la ligue adriatique lors de la saison 2005-2006.
Lors du championnat d'Europe des 20 ans et moins à l'été 2006 (division B), la Macédoine décroche la médaille d'argent et Samardžiski marque 20,4 points et prend 14,4 rebonds par rencontre. En 2007, il remporte la coupe de Serbie avec le FMP.
Depuis 2008, Samardžiski est membre de l'équipe nationale macédonienne senior. Il participe au championnat d'Europe 2009 avec la Macédoine. L'équipe passe le tour préliminaire avant d'être éliminée dans le tour principal (3,8 points et 4,2 rebonds par rencontre).
Peu à peu Samardžiski déçoit les grands espoirs placés en lui. À l'été 2010, il quitte Belgrade pour jouer en première division turque avec le club d'Olin Edirne (à Edirne). Il réussit une bonne saison avec 12,1 points et 8,5 rebonds par rencontre. En mai 2011, il signe un contrat avec le Lietuvos rytas
Il participe aussi au championnat d'Europe 2011.
En janvier 2013, il quitte le Lietuvos rytas pour rejoindre l'Étoile rouge de Belgrade. Il part ensuite jouer en Turquie.
En décembre 2014, Samardžiski signe un contrat avec le KK MZT Skopje.

## En club
- Champion de la ligue adriatique : 2006
- Champion de Serbie : 2005
- Vainqueur de la Coupe Korać : 2007
- Champion de Macédoine : 2015

## Distinction personnelle
- TBL All-Star : 2011